# ハミルトン島
ハミルトン島（ハミルトンとう、Hamilton Island）は、オーストラリア・クィーンズランド州のセントラルグレート・バリア・リーフにある観光の島。ウィットサンデー諸島で最も人口の多い島である。
ハミルトン島は世界遺産であるグレートバリアリーフに囲まれ、美しい珊瑚礁やビーチがあることで有名。島内には宿泊施設が7タイプ存在し、オーストラリア人に人気なリゾートアイランドである。グレートバリアリーフの中央部に位置するので北部や南部に生存している珊瑚や魚介類が見られる。世界で最も美しいと言われるホワイトヘブンビーチやハートの形をした珊瑚礁、ハートリーフ（Heart Reef）へ最もアクセスが便利なので通年観光客が訪問する。

## 歴史
ウィットサンデー諸島(Whitsunday Islands)は、オーストラリアの歴史上大切な存在である。1770年にジェームス・クックがハミルトン島を囲む海が最も安全な航路であると記録してウィットサンデーと命名した。ウィットサンデーとは、キリスト復活祭（イースター）後の第7日曜日を意味している。
クックの航海記録には、当時は既に先住民のアボリジニー達がアウトリガーカヌーで魚を捕らえたり、水際では焚火からの煙を確認したと記され航路は、ハミルトン島から2km以内を通過した模様。現在のハミルトン島をカンバランド公爵からちなみカンバランド島と、隣島と一緒に名付けた記録が残されている。その100年後キャプテン・ナーズ率いるサラマンダー号が近辺を測量しスコットランド南部に位置するハミルトンからちなんでハミルトン島と命名された。
1980年からリゾート開発が始まり、ジェット機の離着陸できる空港の建設認可がおりた後の1981年にハミルトン島を含む地域全体がユネスコの世界遺産として登録された。現在はアコモデーション、ショッピング・ビレッジ、ヨットクラブやゴルフ場などが存在し、リゾートとなっている。
この島は1975年にキース・ウィリアムスおよびブライアン・バートにより購入され、1978年にキース・ウィリアムスがハミルトン・アイランド・ハーバーの建設を始め、その後すぐにリゾート複合施設の建設を始めた。このリゾートは1982年から1984年の間にオープンした。1985年にリゾート複合施設の中心的な部分が火事により焼け落ち、1986年に再建された。現在のウィットサンデー・ホリデー・アパートメントは1986年にオープンし、1990年にリーフビューホテルがオープンした。1992年に、このリゾートは管財人管理課に入り、1995年から2003年の間、BTオーストラリアの手に移り、ホリデーインにより管理されていた。1999年に、5つ星のビーチクラブがオープンした。2003年にはオートレイ一家がリゾートを買収し、マリーナの拡張およびヨットクラブ、2007から8年にかけてオープンしたクオリア（qualia）として知られるリゾートの拡張開発を行った。

## 地理
- ケアンズから南東へ520km
- タウンズビルから南東へ270km
- 最寄のオーストラリア本土の町、シュートハーバーから南東16km（フェリーで30分）
- マッカイから北へ130km
- ブリスベンから北へ1050km

## 気候
ハミルトン島の緯度は、北半球ではホノルル、南半球でモーリシャスと同じであり、一年間の平均気温は27.4℃である。

## 地形
- 南北4.5km、東西3km、面積750ha（東京ドーム160個分）
- 島内の70%以上は未開発で、野生動物が生息するハイキングコースも存在する。

ハミルトン島は、火山岩に覆われた大陸島で、東に位置するパッセージピーク山と西に位置するリゾートルックアウト見晴台を結ぶ峰により賑やかなマリーナビリッジ、船着場や空港とご宿泊施設のあるキャッツアイビーチを自然が創ったバリアによって素晴らしいリゾート環境を作り出している。
ハミルトン島内で最も高い山はパッセージピーク（標高233m）で頂上からはウィットサンデー諸島、珊瑚海やヒルインレットが見られる。

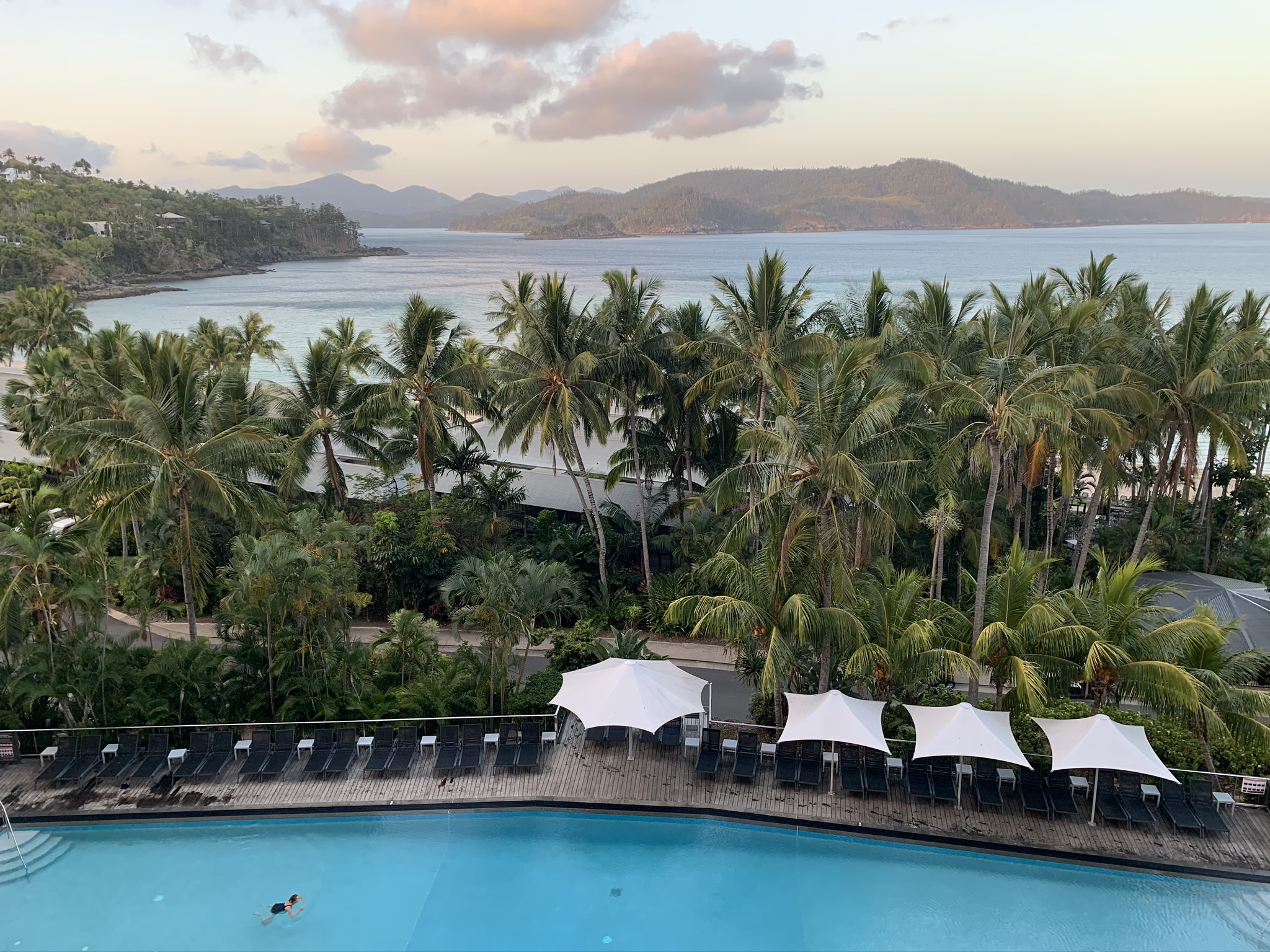
リゾートからの景色

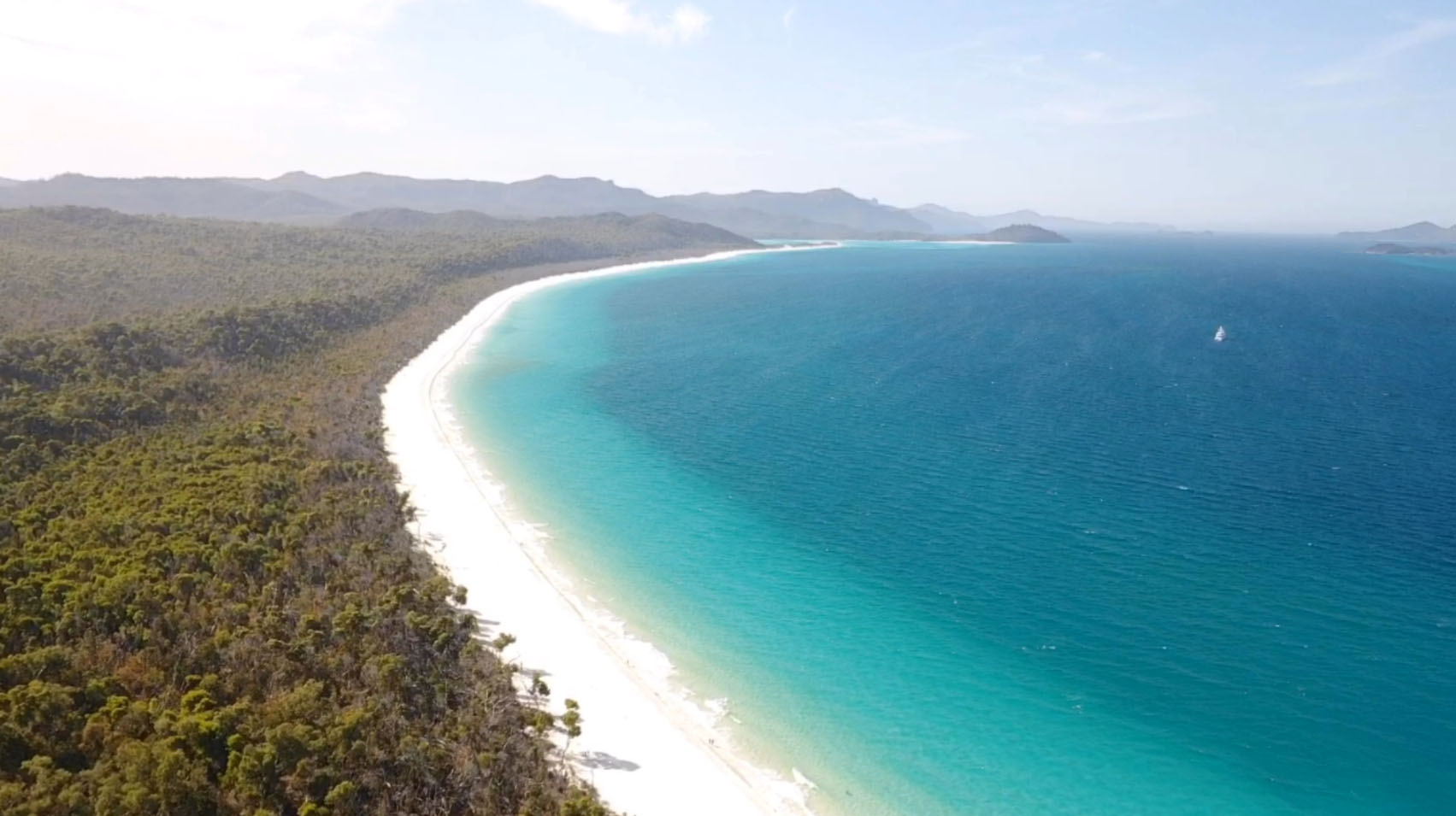
ホワイトヘブンビーチ

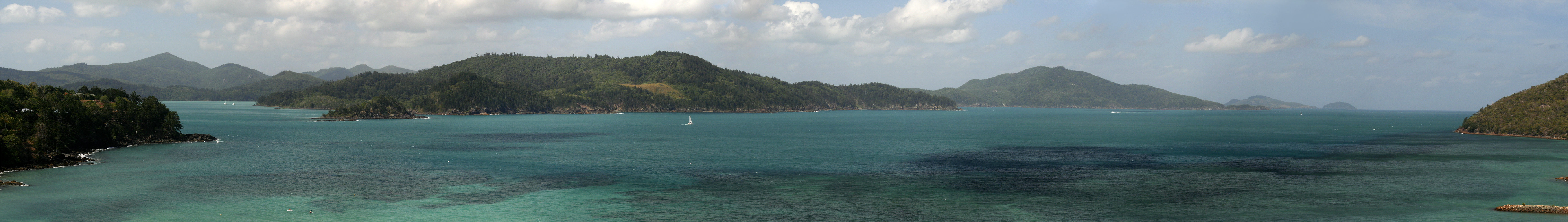
パノラマ

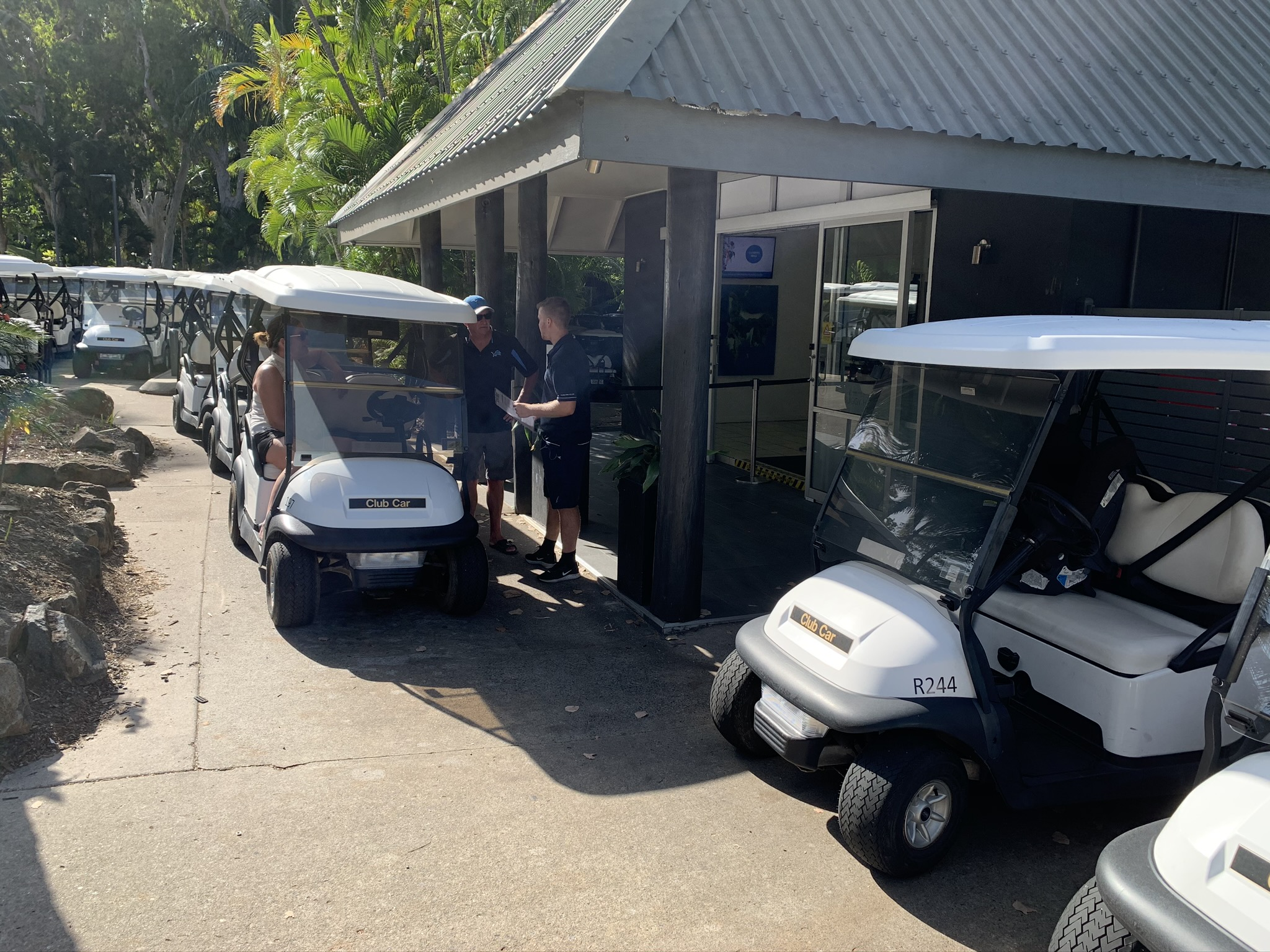
島内移動は主にEVカートを利用して行う

## 世界一素晴らしい仕事
州政府は「世界一素晴らしい仕事」と銘打って、この島の管理人を募集した。報酬は日本円で1000万円。世界中の応募者から選ばれた16人の候補者には小林美絵子も含まれていた。しかし、最終選考で選ばれた1人はイギリス人男性だった。

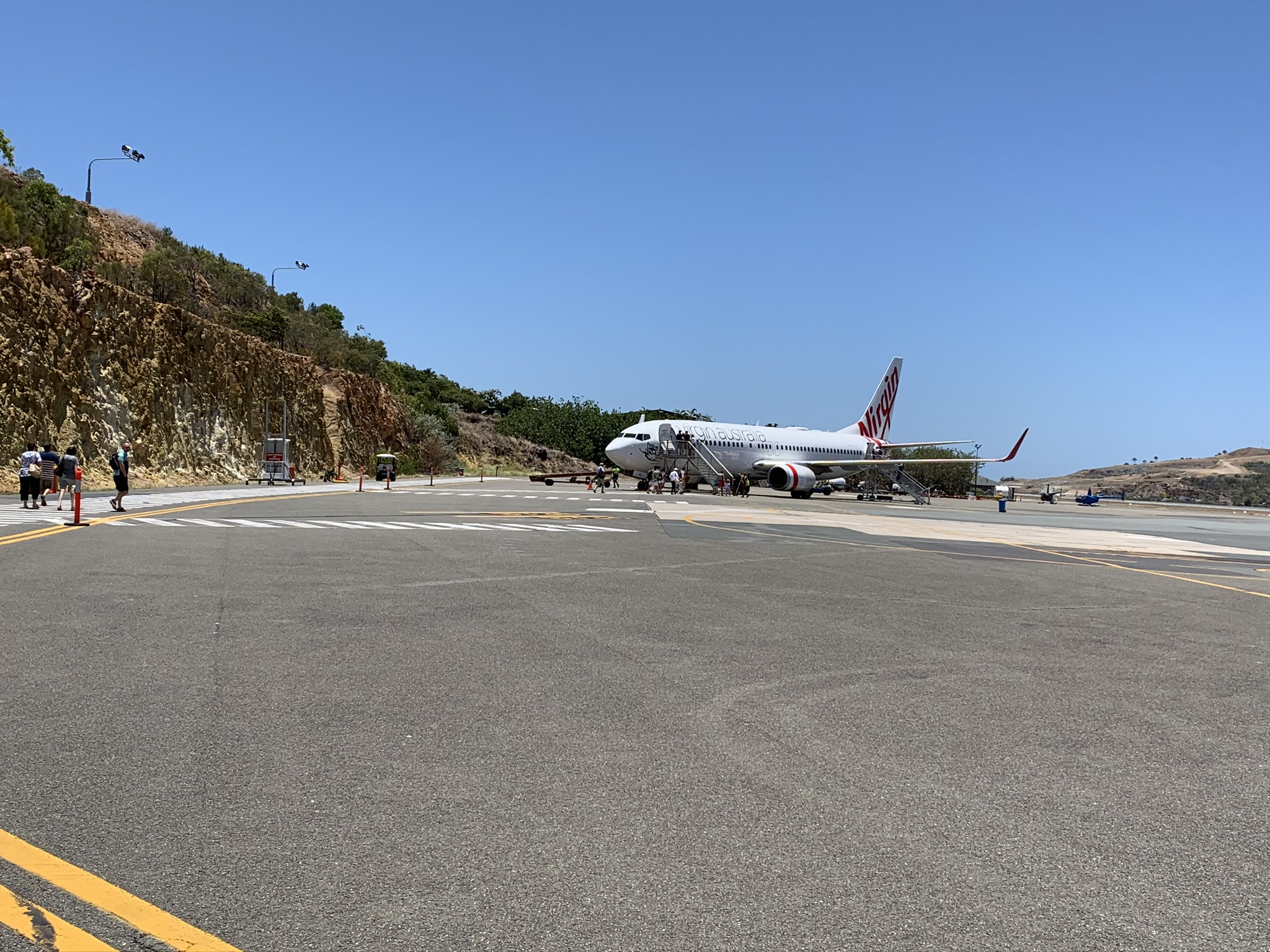
ハミルトン島空港